# Goal! Campionato mondiale di calcio 1958
Goal! Campionato mondiale di calcio 1958 (Hinein! Fussball - Weltmeisterschaft 1958) è un film del 1958 diretto da Sammy Drechsel. Film ufficiale sul campionato mondiale di calcio 1958 svoltosi in Svezia dall'8 al 29 giugno 1958, il film fu distribuito in Germania Ovest il 4 luglio 1958. Nel 1991 ne fu realizzata nel Regno Unito una versione di 82 minuti, con nuove musiche e una nuova narrazione.

## Trama
Il racconto dei mondiali del 1958 parte dal sorteggio dei gruppi per la fase a gironi e prosegue con la narrazione delle partite principali, a partire dalla vittoria della Svezia sul Messico per 3-0. Esse sono intervallate da immagini turistiche della Svezia, da filmati sugli allenamenti e il tempo libero delle varie squadre e dai dietro le quinte sull'organizzazione del torneo, fino alla finale in cui il Brasile batte i padroni di casa per 5-2 conquistando la sua prima Coppa del Mondo.

## Distribuzione

### Data di uscita
Le date di uscita internazionali sono state:
- 4 luglio 1958 in Germania Ovest
- 18 luglio in Italia
- 28 luglio in Svezia (Mål!! VM i fotboll)
- 22 agosto in Finlandia (Brasilialainen karuselli)